# Дейнеко, Александр Дмитриевич
Александр Дмитриевич Дейнеко (2 июня 1948 года — 3 февраля 2013 года) — советский и российский учёный-металлург, организатор производства, директор Фонда развития трубной промышленности (2003—2013), лауреат премии Совета Министров СССР, заслуженный металлург Российской Федерации, кандидат технических наук.

## Биография
Родился в семье металлурга. После окончания Московского института стали и сплавов в 1971 году работал во Всесоюзном научно-исследовательском институте неорганических материалов. С 1976 года по 1982 год — в ЦНИИчермете имени Бардина, где являлся руководителем группы по разработке и внедрению технологии производства холоднокатаного автолиста из непрерывнолитых слябов на Череповецком и Новолипецком металлургических комбинатах. В 1982 году переведён в Министерство чёрной металлургии СССР, а в 1987 году — в Управление делами Совета Министров СССР. С 1992 по 2003 год работает в Аппарате Правительства России, где курировал вопросы развития отечественной промышленности, в том числе металлургии и машиностроения. Государственный советник РФ I класса.
Принимал активное участие в деятельности Российского союза промышленников и предпринимателей, был заместителем председателя комитета по техническому регулированию, стандартизации и оценки соответствия, председателем совета по аккредитации и председателем межотраслевого совета по техническому регулированию в металлургическом комплексе. Одновременно возглавлял комиссию по техническому регулированию и стандартизации НП «Русская сталь». Принимал активное участие в работе комитетов ТПП РФ, Международного союза металлургов, Общественной палаты России, был членом общественных советов при Минпромторге России, ФТС России и Росстандарте.
В 2003 году был избран директором «Фонда развития трубной промышленности» — некоммерческой лоббистской организации, представляющей участников российского трубного рынка в государственных органах Российской Федерации, бессменным директором организации был до своей смерти в 2013 году.

## Память
Трубная металлургическая компания учредила именную стипендию имени Дейнеко для студентов Национального исследовательского технологического университета «МИСиС» за успехи в учебной и научной деятельности в области металлургии.